# George Rogers Clark
George Rogers Clark (19 de noviembre de 1752 - 13 de febrero de 1818) fue un soldado de Virginia y fue el oficial militar estadounidense de mayor rango en la frontera del noroeste durante la Guerra de Independencia de los Estados Unidos. 

## Biografía
Clark fue líder de la milicia de Kentucky (entonces parte de Virginia) durante gran parte de la guerra. Clark es conocido por sus célebres capturas de Kaskaskia (1778) y Vincennes (1779), que debilitaron de una manera importante la influencia británica en el Territorio del Noroeste. Debido a que los británicos cedieron todo el Territorio del Noroeste a Estados Unidos en 1783 mediante el Tratado de París, a menudo Clark es mencionado como el "Conquistador del Antiguo Territorio del Noroeste."
Los logros militares de Clark los lleva a cabo antes de cumplir los 30 años de edad. Posteriormente lidera a las milicias en las escaramuzas iniciales de la Guerra contra los Indios del Noroeste, pero se lo acusa de estar borracho mientras presta servicios. A pesar de exigir que se realice una investigación formal sobre estas acusaciones, es forzado a renunciar. Deja Kentucky y se muda a la frontera en Indiana. Nunca el gobierno de Virginia le compensa de manera adecuada por los gastos que realiza durante la guerra, Clark pasa las últimas décadas de su vida evadiendo sus acreedores, y viviendo en la pobreza y la oscuridad. Estuvo involucrado en dos conspiraciones para abrir el río Misisipi que era controlado por los españoles, para el tráfico de barcos norteamericanos. Luego de serle amputada una pierna, su familia le ayuda durante sus años finales, incluido su hermano más joven William, uno de los líderes de la Expedición de Lewis y Clark. Clark fallece de un ataque cardíaco el 13 de febrero de 1818.